# An Enemy to the King
An Enemy to the King er en amerikansk stumfilm fra 1916 af Frederick A. Thomson.

## Medvirkende
- E.H. Sothern som Ernanton de Launay.
- Edith Storey som Julie De Varion.
- John S. Robertson som Claude Le Chastre.
- Frederick Lewis som Gauillaume Montignac.
- Brinsley Shaw som Henri Le Vicomte de Berguin.